# Choi Eun-hee
Pour les articles homonymes, voir Choi.
Dans ce nom coréen, le nom de famille, Choi, précède le nom personnel.
Choi Eun-hee (최은희) est une actrice sud-coréenne née le 20 novembre 1926 à Gwangju (Gyeonggi, Corée japonaise) et morte le 16 avril 2018 à Gangseo-gu (Corée du Sud),.

## Biographie
Choi Eun-hee commence sa carrière en 1947 avec le film A New Oath, suivi de The Sun of the Night (1948) et de Maeumul gohyang (1949), qui lui ouvriront les portes de la célébrité. Elle est considérée comme l'une des plus grandes actrices des années 1950 et 1960 en Corée du Sud. En 1954, elle rencontre Shin Sang-ok, réalisateur sud-coréen qu'elle épouse la même année. Elle apparaîtra dans plus de 130 films de celui-ci, jusqu'à leur divorce en 1976. Elle avait découvert que son époux avait eu deux enfants avec sa maîtresse, Oh Su-mi.
En janvier 1978, Choi Eun-hee est enlevée à Hong Kong sur ordre de Kim Jong-il, le fils du dictateur nord-coréen Kim Il-sung. Shin Sang-ok est à son tour enlevé six mois plus tard. Kim souhaite qu'ils travaillent sur des films de propagande à la gloire du régime nord-coréen,,. Ils sont également autorisés à réaliser des films à valeur artistique . Elle obtiendra même le prix de la Meilleure Actrice au Moscou Film Festival pour l'un des films réalisés pendant sa captivité, Sault. Après avoir réalisé une série de films entre 1983 et 1986, le couple (ils se sont remariés en 1983 à la demande de Kim) parvient à s'échapper en se réfugiant à l'ambassade américaine de Vienne. Ils vivront dix ans aux États-Unis avant de rentrer en Corée du Sud. Le régime nord-coréen a toujours nié les avoir enlevé, déclarant qu'ils étaient venus en Corée du Nord pour y trouver refuge.
Elle est morte le 16 avril 2018 à Gangseo-gu, à l'âge de 91 ans, d'une insuffisance rénale.

## Filmographie

### Actrice

#### Cinéma

##### Années 1940
- 1949 : Maeumui gohyang : la veuve

##### Années 1950
- 1955 : Ggum
- 1955 : Jeolmeun geudeul
- 1957 : Dajeongdo byeongileonga
- 1957 : Gageola seulpeumiyeo : Byeon-yi
- 1957 : Muyeong tab : Ah-Gee Guseul
- 1958 : Don : Ok-gyeong
- 1958 : Eoneu yeodaesaengui gobaek : So-yeong
- 1958 : Ja-yugyeolhon : Suk-hee
- 1958 : Une fleur en enfer : Sonia
- 1959 : Chun-hie
- 1959 : Dashi chatneun yangji
- 1959 : Dokribhyeobhwiwa cheongnyeon Lee Seung-man
- 1959 : Dongshimcho : Lee Sook-hee
- 1959 : Geu yeojaui joiga anida
- 1959 : Gogaereul neomeumyeon
- 1959 : Jamaeui hwawon : Jeong-hui
- 1959 : Sam yeoseong

##### Années 1960
- 1960 : Baeksa buin
- 1960 : Cheongchunui yunri
- 1960 : Dolaun sanai
- 1960 : Isaengmyeong dahadorok
- 1960 : Romaenseu ppappa
- 1960 : Ryeo-in
- 1960 : Sarangui yeoksa
- 1960 : Seulpeun mokga : Han, Do-suk
- 1961 : Hangukui bigeuk
- 1961 : Jumadong
- 1961 : Le Locataire et ma mère : la mère
- 1961 : Saroksu
- 1961 : Seong Chunhyang
- 1961 : Seoului jibungmit : Hyeon Ok
- 1961 : Uijeok Iljimae
- 1962 : Dae Shimcheong jeon
- 1962 : Ishibguseui eomeoni
- 1962 : L'Arche de chasteté
- 1962 : Maeng Jin-sadaek gyeongsa
- 1962 : Mujeong
- 1962 : Sansaekshi
- 1962 : Wonhanui ilwondo
- 1962 : Yeonsan le tyran
- 1963 : Boeunui gureum dari
- 1963 : Cheoljonggwa boknyeo
- 1963 : Ganghwadoryeong
- 1963 : Hwaetbul
- 1963 : Romance Gray
- 1963 : Sal
- 1964 : Balgan mahura : Ji-seon
- 1964 : Byekodong shimeun deusheun
- 1964 : Da ji
- 1964 : Gyedong ashi
- 1964 : Myeongdonge bami omyeon
- 1964 : Pyeongyang gamsa
- 1964 : Samyong le muet
- 1965 : Gaeule on yeoin
- 1965 : Nalgae buin
- 1965 : Yeogancheob Eliza
- 1966 : Heukdojeok
- 1966 : The Monkey Goes West (version pseudo-coréenne) : Guanyin (cameo)
- 1967 : Dajeong bulshim
- 1967 : The Goddess of Mercy (version coréenne) : Miao Shang
- 1967 : Idaero jukeul su eobta
- 1967 : Nejamae
- 1967 : San
- 1967 : Taindeul
- 1968 : Mokga
- 1968 : Mulmangcho
- 1968 : Musukja
- 1968 : Yeo
- 1968 : Yeojaui ilsaeng
- 1969 : Gyeol buin
- 1969 : Ijo yeoinjanhoksa
- 1969 : Jeo nunbate saseumi
- 1969 : Naeileun jukeuljirado
- 1969 : Sarangeun gago sewolman nama
- 1969 : Shidaek
- 1969 : Yukgun Kim Il-bong

##### Années 1970
- 1970 : Manjong
- 1972 : Hae dal byeol geurigo salang
- 1972 : Hyonyeo Shim Cheong
- 1973 : Dalbuja jib
- 1974 : Hangang
- 1974 : Jin-aui pyeongji
- 1975 : Donggeoin
- 1975 : I Love Mama
- 1976 : Eomeoniwa adeul

##### Années 1980
- 1985 : Sarang sarang nae sarang
- 1985 : Sogum

### Réalisatrice

#### Cinéma
- 1987 : Le Calice
- 1987 : Naega pon nara

### Productrice

#### Cinéma
- 1984 : A Hedgehog Defeats the Tiger
- 1984 : Runaway
- 1984 : Sun of the Nation
- 1985 : The Tale of Shim Chong
- 1986 : A Traffic Controller on Crossroads